# Grand Hôtel Flora
Le Grand Hôtel Flora est un hôtel historique de Rome ouvert en 1907 et situé au début de la Via Veneto, près de la Porta Pinciana. L'édifice est de style néo-classique, et comporte un toit-terrasse offrant une vue unique sur la ville éternelle. L'hôtel appartient au groupe Marriott Hotel.

## Histoire
L'hôtel a ouvert dans un bâtiment  construit à la fin du XIXe siècle, appartenant initialement à la famille Borghese puis acheté par l'impresario russo-allemand Krumbügel, qui l'a fait rénover en style Art Nouveau par Andrea Busiri Vici en 1895. Il a été inauguré comme hôtel en 1907 lorsqu'il appartenait à Italo Signorini. Dans les années 1920, il a été surélevé d'un étage. De septembre 1943 à janvier 1944, le deuxième étage servit de haut-commandement de la Gestapo qui y établit son quartier général. Le 19 décembre 1943, les patriotes Antonello Trombadori, Maria Teresa Regard, Franco Calamandrei et Arminio Savioli commirent un attentat à la bombe contre le commandement allemand hébergé à l'hôtel, faisant un nombre indéterminé de victimes parmi les invités allemands.
En 1981, il a été le théâtre d'un attentat contre un haut représentant de l'OLP.

## Personnalités
Fréquenté par la jet set italienne et internationale, c'était la résidence habituelle, entre autres, de Marcello Mastroianni, Luchino Visconti, Alberto Moravia et Federico Fellini.    